# Vyšný Kubín
Vyšný Kubín je obec na Slovensku v okrese Dolný Kubín v Žilinském kraji, na Oravě. Žije v něm 853 obyvatel.

## Historie
Obec je zmiňována v roce 1325 jako Superior Kolbin, 1325 až 1391 Felseukolbyn, nebo Kubbyn, v roce 1920 jako Horný Kubín. Roku 1325 magistr Donč daroval osadu potomkům hraběte Hudky (comes Hudka – Hudkont) z Liptova. Zemanské rodiny Mešků a Kubínyiů se hlásily jako jeho potomci. V roce 1355 král Ludvík I. přidělil vyšnokubínským zemana a zároveň ji oddělil od oravského panství. Za zemanské rodiny se pokládali Kubínyiové, Meškové, rodina Orszáhg-Gazda a Ivanoviči. V roce 1778 měla obec 455 obyvatel a v roce 1828 měla 535 obyvatel a 78 domů.

## Přírodní poměry
Obec leží v nadmořské výšce 525 metrů a její katastrální území má výměru 12,742 km². Ve správním území obce leží chráněný areál Ostrá skala a Tupá skala a zasahuje do něj část národní přírodní rezervace Choč.

## Osobnosti
- Margita Figuli (1909–1995), spisovatelka a překladatelka
- Pavol Országh Hviezdoslav (1849–1921), básník, prozaik, dramatik a překladatel